# Siodło

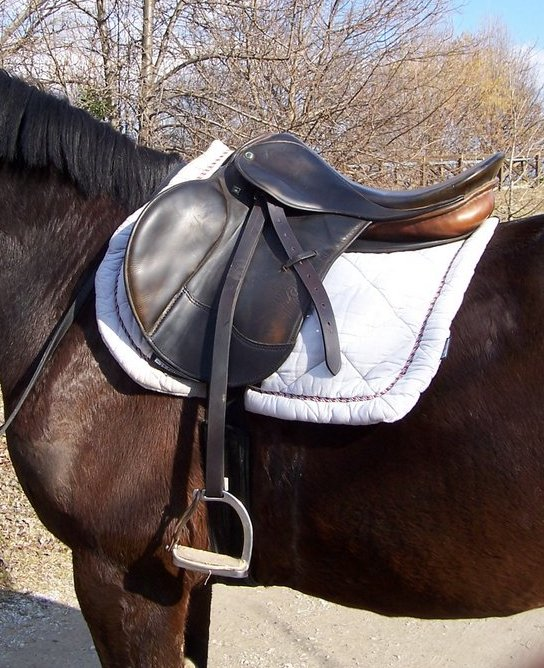
Siodło skokowe o włoskim profilu

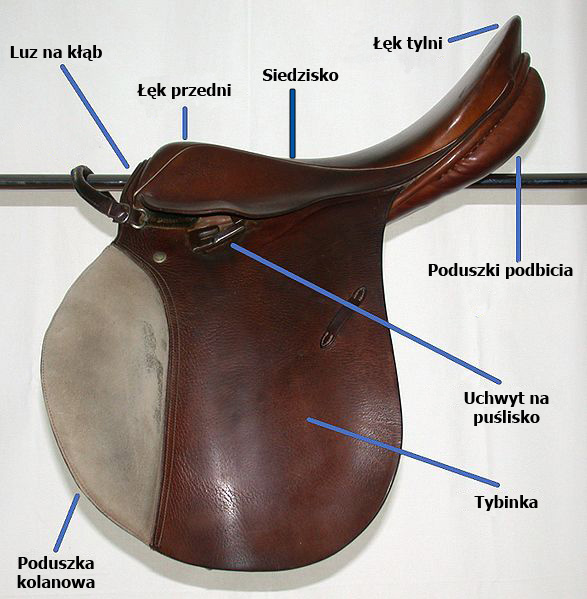
Części siodła - schemat

Siodło – część rzędu końskiego stanowiąca siedzenie przeznaczone dla jeźdźca. Rusztowanie siodła to tzw. stelaż lub terlica, wykonane z drewna, metalu lub tworzywa sztucznego. Jego pokrycie to część wykonana z wyściółki (najczęściej z plastikowej pianki, dawniej ze słomy lub filcu) i obciągnięta skórą lub sztucznym materiałem. Chroni ona kręgosłup konia przed urazami oraz umożliwia mu swobodę poruszania. Kształt i wyprofilowanie siodła wpływa na dosiad i sylwetkę jeźdźca. Siodła są wytwarzane w różnych rozmiarach oraz ciężarach tak, aby pasowały do różnych rodzajów koni i jeźdźców.

## Historia
Początkowo jeżdżono konno na oklep. Było to jednak męczące dla jeźdźca, dlatego stopniowo zaczęły pojawiać się przedmioty, mające ułatwić jazdę. Dość popularna była cienka podściółka, czyli swego rodzaju koc, przymocowany do grzbietu konia rzemieniem. Ok. 700 p.n.e. w Syrii jeżdżono konno z przywiązaną do grzbietu zwierzęcia poduszką. Stopniowo zaczęły się pojawiać skórzane konstrukcje z drewnianym stelażem — terlicą. Prawdziwe siodła, zbliżone do tych, które znamy dzisiaj, zaczęły pojawiać się w nomadzkich plemionach w ostatnich kilkuset latach przed naszą erą. Rzymianie zaczęli używać siodeł dopiero w IV w. p.n.e.
W Europie siodło rozwinęło się w średniowieczu. W XIII wieku jego istnienie było wręcz konieczne przez wzgląd na ciężkozbrojnych rycerzy, którzy bez niego nie utrzymaliby się na koniu. W XVIII rozwinęły się dwa główne typy siodeł: westernowe i angielskie.

### Historia siodła westernowego[2]
W 700 roku Mauretanie najechali Hiszpanię, przywożąc do nich specyficzny sprzęt jeździecki oraz sposób jazdy.  Ich siodła miały wysokie łęki, długie strzemiona i głębokie siedziska - były specjalnie zaprojektowane do walki. Hiszpanie zaadaptowali ich siodła. Następnie, po odkryciu Nowego Świata, zabrali je ze sobą. Istniały wtedy dwa główne typy siodeł: bojowe hiszpańskie oraz mauretańskie kawaleryjskie. Spomiędzy 1520 a 1821 nie zachowały się żadne siodła, dlatego ewolucja tego wynalazku nie jest dokładnie znana. Wiadomo jednak, że początkowo siodła westernowe nie miały typowego dla siebie rogu: bydło wiązano do końskiego ogona, albo kółka mocującego popręg. Niestety, podczas łapania zwierząt na lasso wiele osób traciło palce, co przyczyniło się do powstania rogu.  Przełomowe okazało się mocowanie wierzchnich warstw skóry do siodła, dzięki czemu można było naprawiać je w trakcie podróży. 
Około 1890 roku zmieniła się technologia i sposób pracy na rancho, co doprowadziło do obniżenia przedniego łęku i pogłębienia siedziska. 

## Części siodła
- łęk przedni oraz tylny – najwyższe punkty w przedniej i tylnej części siodła,
- siedzisko – miejsce pomiędzy łękami,
- dwie tybinki – duże płaty skóry po bokach siodła z poduszkami kolanowymi,
- podtybinki – małe płaty skóry pod spodem tybinek, które przykrywają przystuły oraz sprzączki popręgu,
- przystuły – paski, do których zapina się popręg,
- przystulica – kolejny płat grubszej i sztywniejszej skóry na spodniej stronie siodła przylegającego bezpośrednio do czapraka,
- popręg – pas zapinany pod brzuchem konia (niekiedy dwa cieńsze na obu końcach siodła – w przypadku siodła westernowego),
- puśliska – paski po obu stronach siodła, na których wiszą strzemiona,
- strzemiona – metalowe lub wykonane z tworzywa sztucznego (w przypadku siodła westernowego również drewniane), półokrągłe „uchwyty” na stopy jeźdźca,
- terlica – szkielet (stelaż) siodła.

## Rodzaje siodeł
Istnieje wiele rodzajów siodeł przystosowanych do różnych potrzeb. Najczęściej używa się siodła ogólnoużytkowego (wszechstronnego). 
Pozostałe rodzaje to:
- siodła skokowe,
- ujeżdżeniowe,
- wyścigowe,
- westernowe,
- rajdowe i wojskowe (kulbaki),
- siodła do gry w polo i siodła do polowań,
- siodła bezterlicowe.

W hipoterapii i onoterapii stosuje się siodło u uproszczonej budowie, zwane gapą, które umożliwia wykonywanie zabiegów rehabilitacyjnych. Kobiety biorące udział w zawodach czasami, zgodnie z tradycją XIX wieku, używają damskich siodeł.

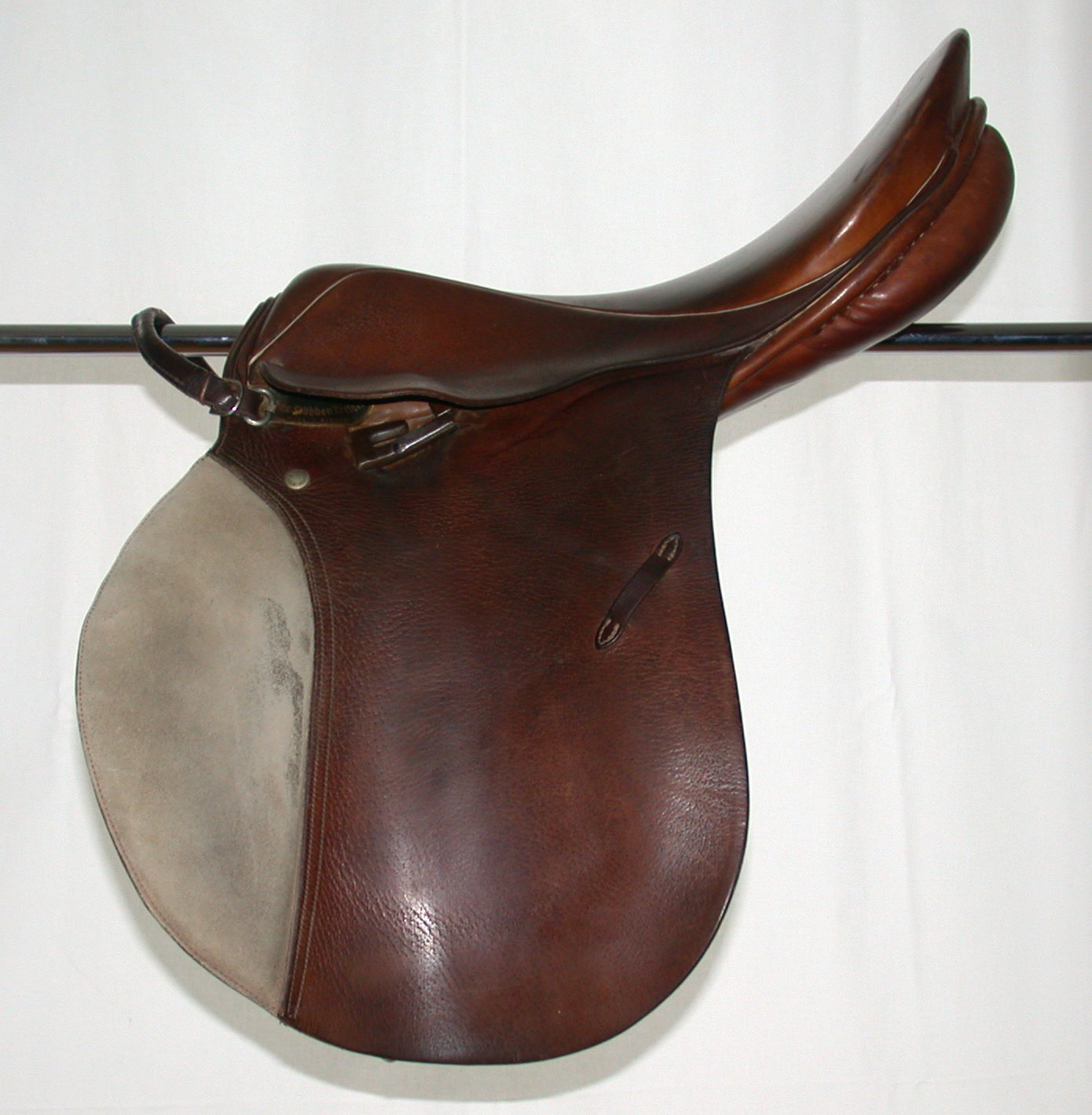
Siodło wszechstronne
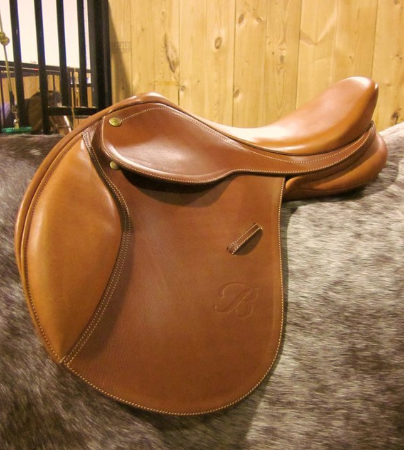
Siodło skokowe
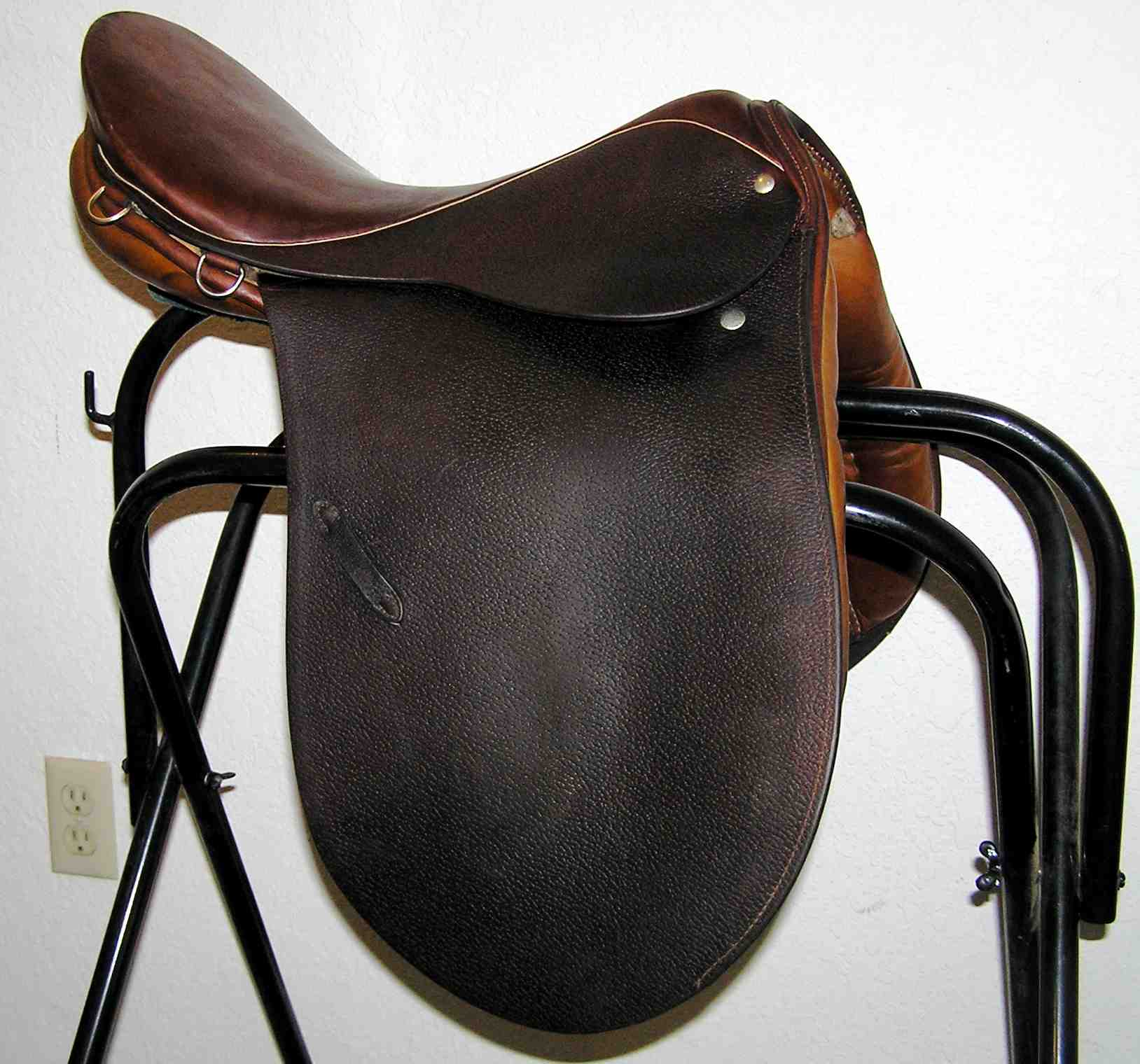
Siodło ujeżdżeniowe
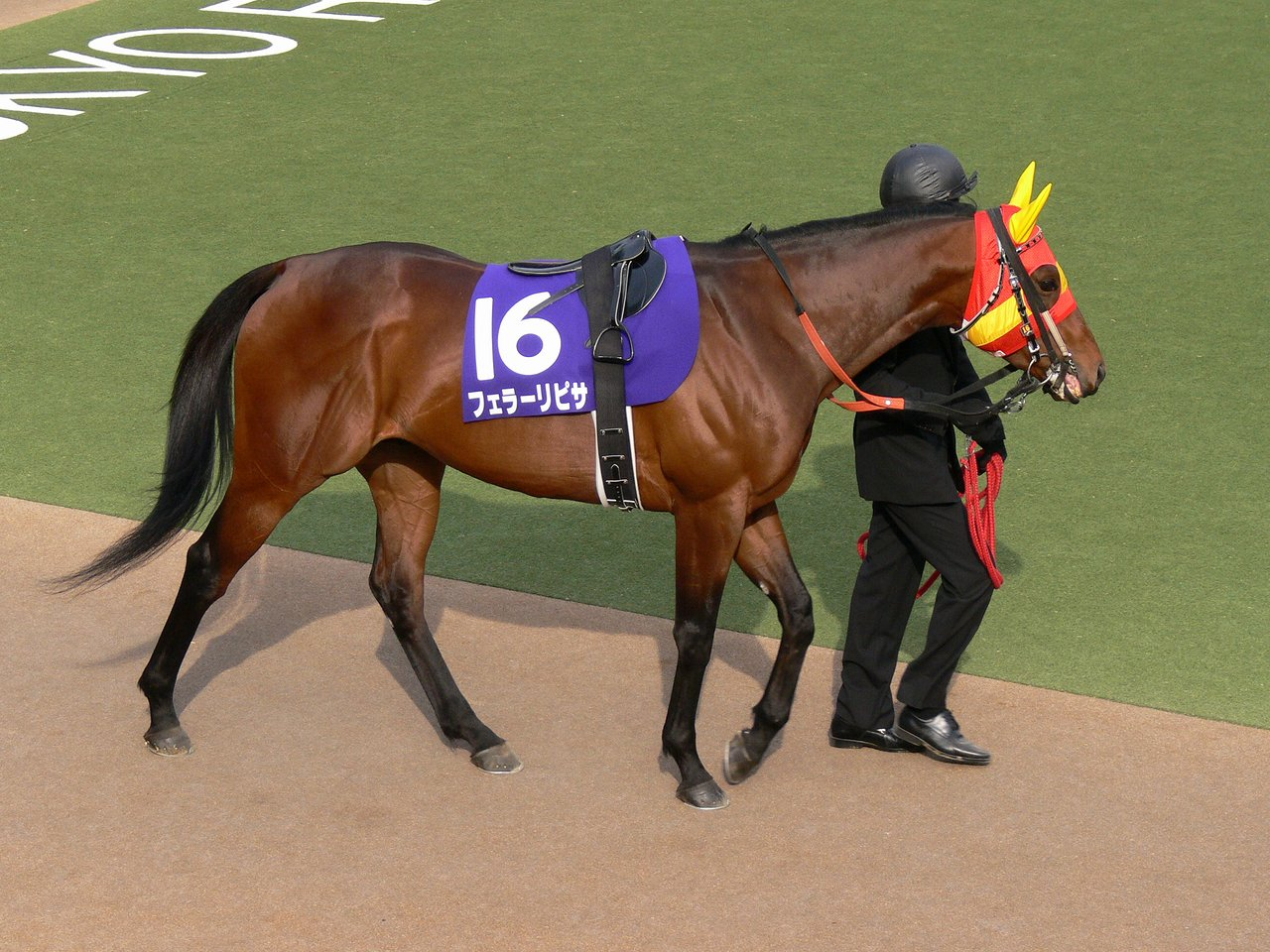
Koń z siodłem wyścigowym
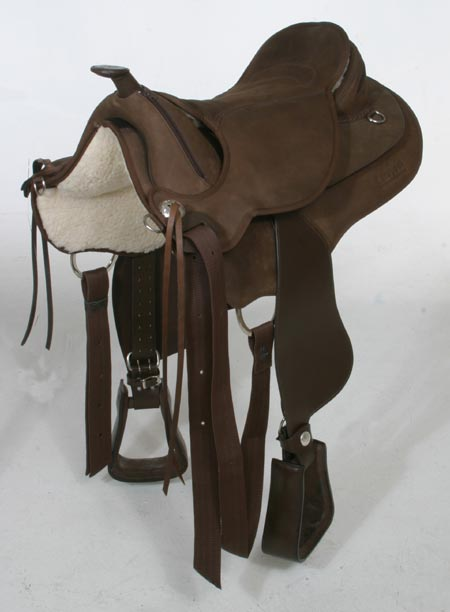
Kulbaka
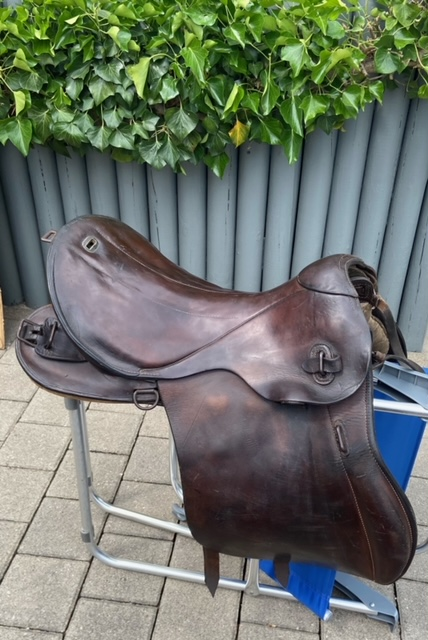
Niemieckie siodło wojskowe typu kulbaka 2WŚ (Wehrmacht 1939)
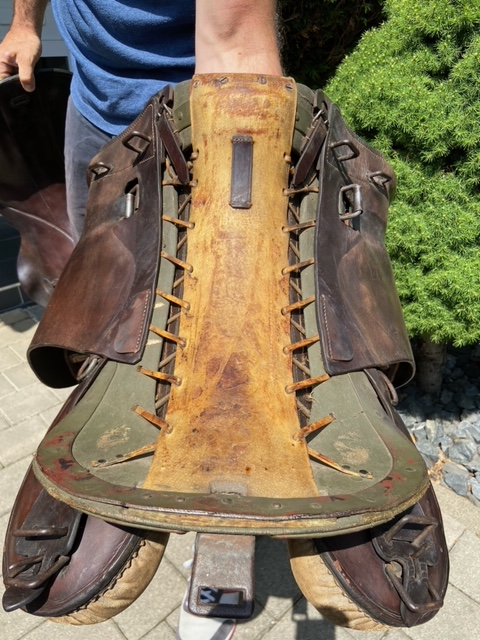
Trelica niemieckiego siodła wojskowego typu kulbaka 2WŚ (Wehrmacht 1939)
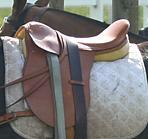
Siodło do polo
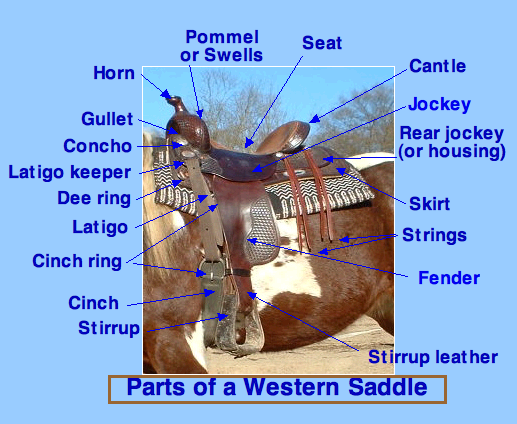
Siodło westernowe z opisaną budową
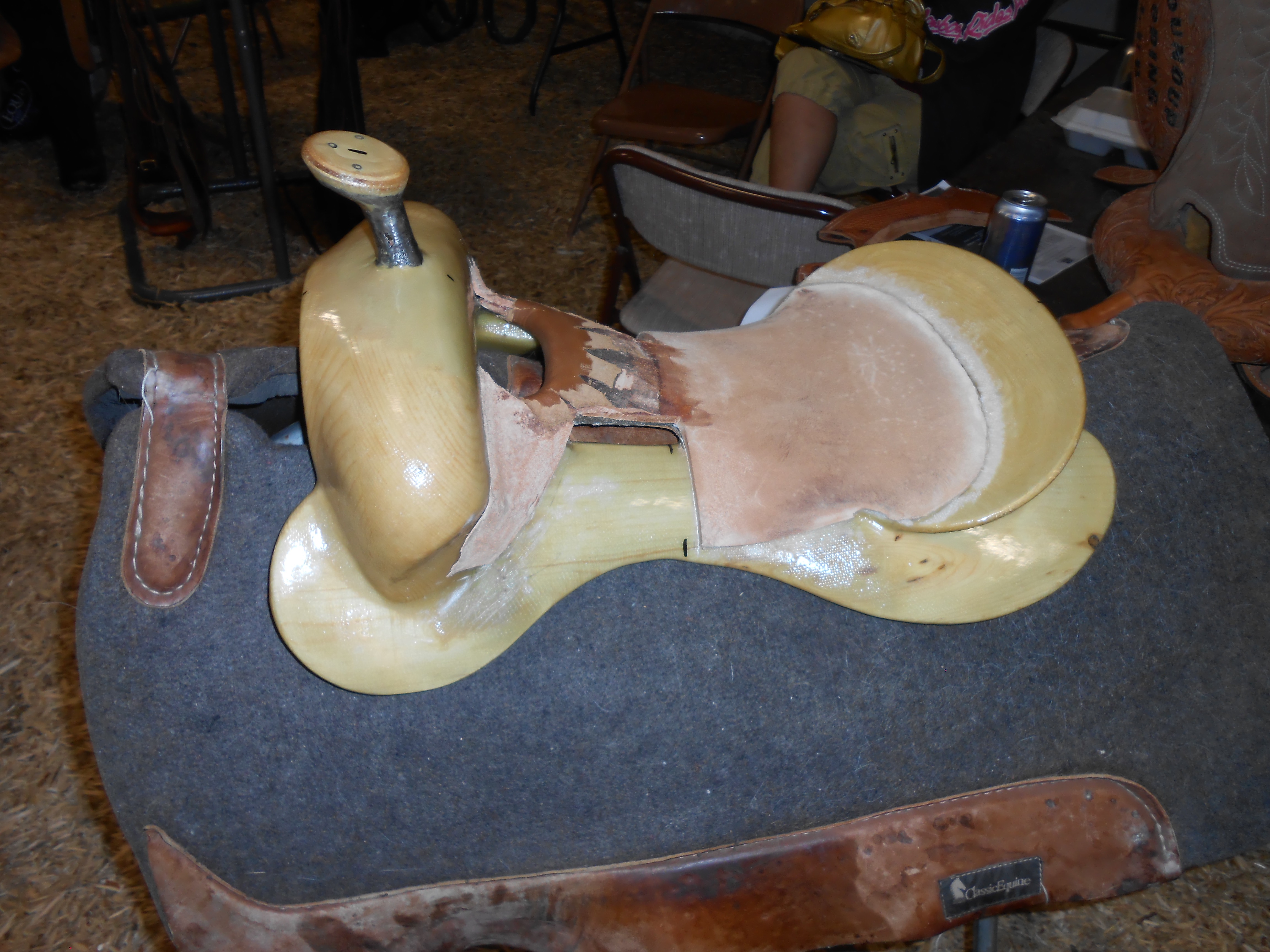
Terlica siodła westernowego

## Siodłanie konia[3]
Prawidłowe założenie siodła ma ogromne znaczenie, ponieważ błędy mogą skutkować zsunięciem się jeźdźca z końskiego grzbietu podczas jazdy. Umieszczenie siodła we właściwiej pozycji i odpowiednie jego zabezpieczenie ma również ogromne znaczenie z punktu widzenia bezpieczeństwa i wygody samego konia. Niepoprawnie nałożone siodło może wyrządzić koniowi krzywdę, a to z kolei może go skłonić do stawania dęba czy wierzgania.
Podczas siodłania koń powinien mieć na głowie kantar i być przywiązany. Należy najpierw osiodłać konia, a dopiero potem założyć mu ogłowie. Na końcu zdejmuje się kantar.

### Siodło typu western
Najpierw należy położyć czaprak na końskim grzbiecie, kilka centymetrów przed kłębem konia, u nasady szyi. Następnie należy zsunąć czaprak kilka centymetrów do tyłu, aby jego przedni skraj nadal przykrywał kłęb.  Nie należy przesuwać czapraka w drugą stronę. Zamocowany po prawej stronie popręg siodła należy przed nałożeniem na konia zahaczyć o rożek, podobnie jak strzemiona. Następnie należy nałożyć siodło na koński grzbiet. Powinno znajdować się w przestrzeni poniżej kłębu. Aby upewnić się, czy siodło leży właściwie, należy  sprawdzić, czy popręg po zamocowaniu znajdzie się tuż za stawami łokciowymi konia. Następnie należy spuścić strzemiona i uwolnić popręg. Stojąc po lewej stronie konia, należy sięgnąć pod jego brzuch, chwycić popręg, a następnie przeprowadzić pasek przez odpowiedni pierścień. Pas należy przeciągać przez zapięcia, aż uwolni się około 30 centymetrów rzemienia. Następnie należy sprawdzić, czy popręg jest zaciśnięty odpowiednio mocno — tak, by siodło nie zsunęło się w trakcie jazdy.

### Siodło typu klasycznego
Należy położyć czaprak na końskim grzbiecie, kilka centymetrów przed kłębem konia, u nasady szyi. Następnie należy zsunąć czaprak kilka centymetrów do tyłu, aby wygładzić pod nim sierść i zapobiec otarciom. Jego przedni skraj nadal powinien zakrywać przynajmniej połowę kłębu. Nie należy przesuwać czapraka w drugą stronę, „pod włos”. Siodło powinno podnosić się, sięgając lewą ręką pod przednią część siodła, a jego tylną część należy oprzeć na prawym ramieniu. Strzemiona powinny być podciągnięte na puśliskach lub przerzucone przez siedzisko na drugą stronę siodła, żeby nie obiły boków konia w trakcie siodłania. Siodło należy delikatnie położyć na grzbiecie konia tak, aby przednia część terlicy znalazła się zaraz za łopatką. Czaprak powinien wystawać na kilka centymetrów z przodu i z tyłu. Należy skontrolować siodło, sprawdzając, czy popręg będzie zapięty tuż za stawami łokciowymi. Następnie trzeba przeprowadzić popręg na prawą stronę konia i zapiąć go na dwóch zewnętrznych przystułach. Klamry należy zapiąć w połowie długości przystuł. Następnie po lewej stronie konia należy stopniowo zapinać popręg. Powinien być zapięty względnie luźno i dociągany stopniowo w trakcie pierwszych minut jazdy.